# Кондон (Росія)
Ко́ндон (рос. Кондон) — село у складі Солнечного району Хабаровського краю, Росія. Адміністративний центр та єдиний населений пункт Кондонського сільського поселення.

## Населення
Населення — 482 особи (2010; 477 у 2002).
Національний склад (станом на 2002 рік):
- нанайці — 81 %